# Seigneurie de Lotbinière
Pour les articles homonymes, voir Lotbinière.
La seigneurie de Lotbinière établie en 1672 fut officiellement abolie en 1854 avec le régime seigneurial de la Nouvelle-France. Le territoire de la seigneurie resta presque intact jusqu'en 1967, date à laquelle Alain-Chartier-Edmond Joly de Lotbinière fut exproprié par le gouvernement du Québec pour « obstacle sérieux au progrès agricole et industriel de cette région »

## Géographie
La seigneurie est délimitée au nord par le fleuve Saint-Laurent, au sud par le canton de Nelson, à l'ouest par la seigneurie Deschaillons et à l'est par la seigneurie de Sainte-Croix.
Au cadastre du Québec, elle est incluse dans la circonscription foncière de Lotbinière ainsi que dans la municipalité régionale de comté de Lotbinière. Elle englobe entièrement les municipalités de Leclercville, Val-Alain, Saint-Janvier-de-Joly, Saint-Édouard-de-Lotbinière, Lotbinière ainsi qu'une partie des municipalités de Sainte-Croix et de Notre-Dame-du-Sacré-Cœur-d'Issoudun.

## Histoire

### Débuts
Cette seigneurie a été concédée à René-Louis Chartier de Lotbinière par l'intendant Jean Talon, le 3 novembre 1672.
Michel Lemay est le premier colon de la seigneurie en 1672.

## Liste des seigneurs

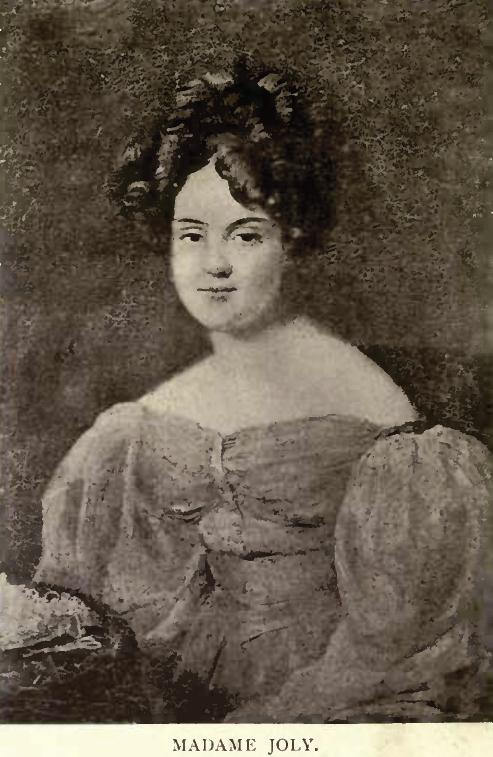
Julie Christine Chartier de Lotbinière, seule femme à avoir exercé la fonction de seigneur.

Le système seigneurial a été aboli en 1854, mais la famille Joly de Lotbinère a continué à concéder des terres, à faire fonctionner les moulins et à collecter le cens des anciennes familles de censitaires qui n'avaient pas fini de racheter leurs terres. Il faut donc attendre 1967 avant l'arrêt complet de la machine seigneuriale.
- René-Louis Chartier de Lotbinière (1641-1709)
- Louis-Eustache Chartier de Lotbinière (1688-1749)
- Michel Chartier de Lotbinière (1723-1798)
- Michel-Eustache-Gaspard-Alain Chartier de Lotbinière (1748-1822)
- Julie-Christine Chartier de Lotbinière (1810-1887), mariée à Gaspard-Pierre-Gustave Joly
- Henri-Gustave Joly de Lotbinière (1829-1908), premier ministre du Québec
- Edmond-Gustave Joly de Lotbinière (1859-1911)
- Alain Joly de Lotbinière (1886-1954)
- Alain-Chartier-Edmond Joly de Lotbinière (1922-2014)

### Archives
- Le fonds d'archives de la Famille Joly de Lotbinière est conservé au centre d'archives de Québec de Bibliothèque et Archives nationales du Québec[4].